# Teixo de Fortingall

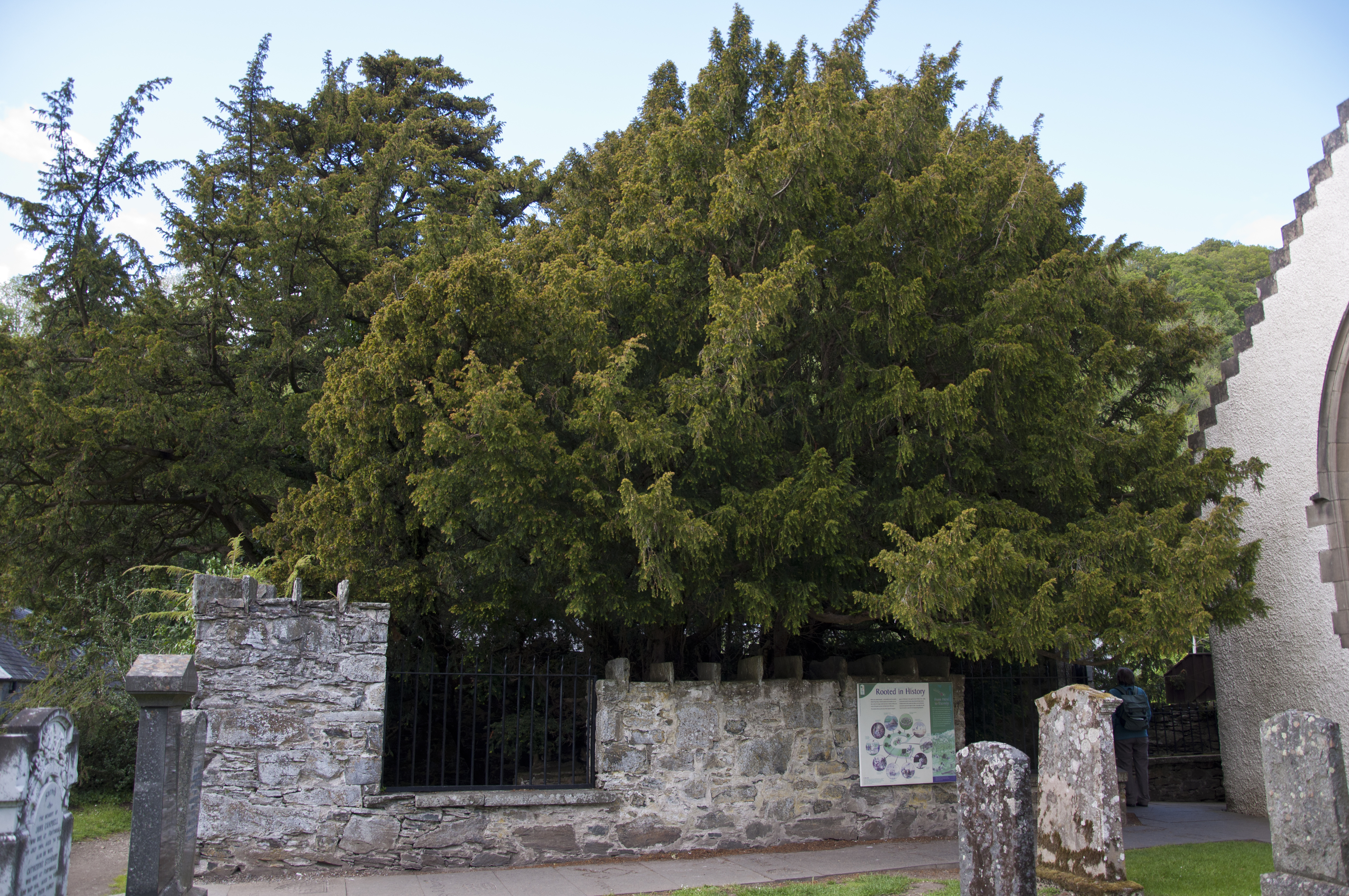
A arvore em junho de 2011

O Teixo de Fortingall é uma antiga árvore da família do Taxus baccata que vive na Grã-Bretanha. Ela cresceu dentro da igreja da vila de Fortingall em Perthshire, Escócia. Estimativas de especialistas modernos afirmam que sua idade é de 1.500 à 3.000 anos. Pode ser a árvore mais antiga da Grã-Bretanha.
Cientistas anunciaram uma descoberta em que ela pode ter mudado de sexo pois teriam encontrado frutos em sua copa. 